# هارون فاينبيرغ
هارون فاينبيرغ (بالإنجليزية: Aaron Feinberg)‏ هو متزلج لوحي أمريكي، ولد في 27 يونيو 1981 في غينزفيل في الولايات المتحدة.